# Hymenoscyphus
Hymenoscyphus is een geslacht van schimmels behorend tot de familie Helotiaceae. De typesoort is de eikeldopzwam (Hymenoscyphus fructigenus).

## Foto's

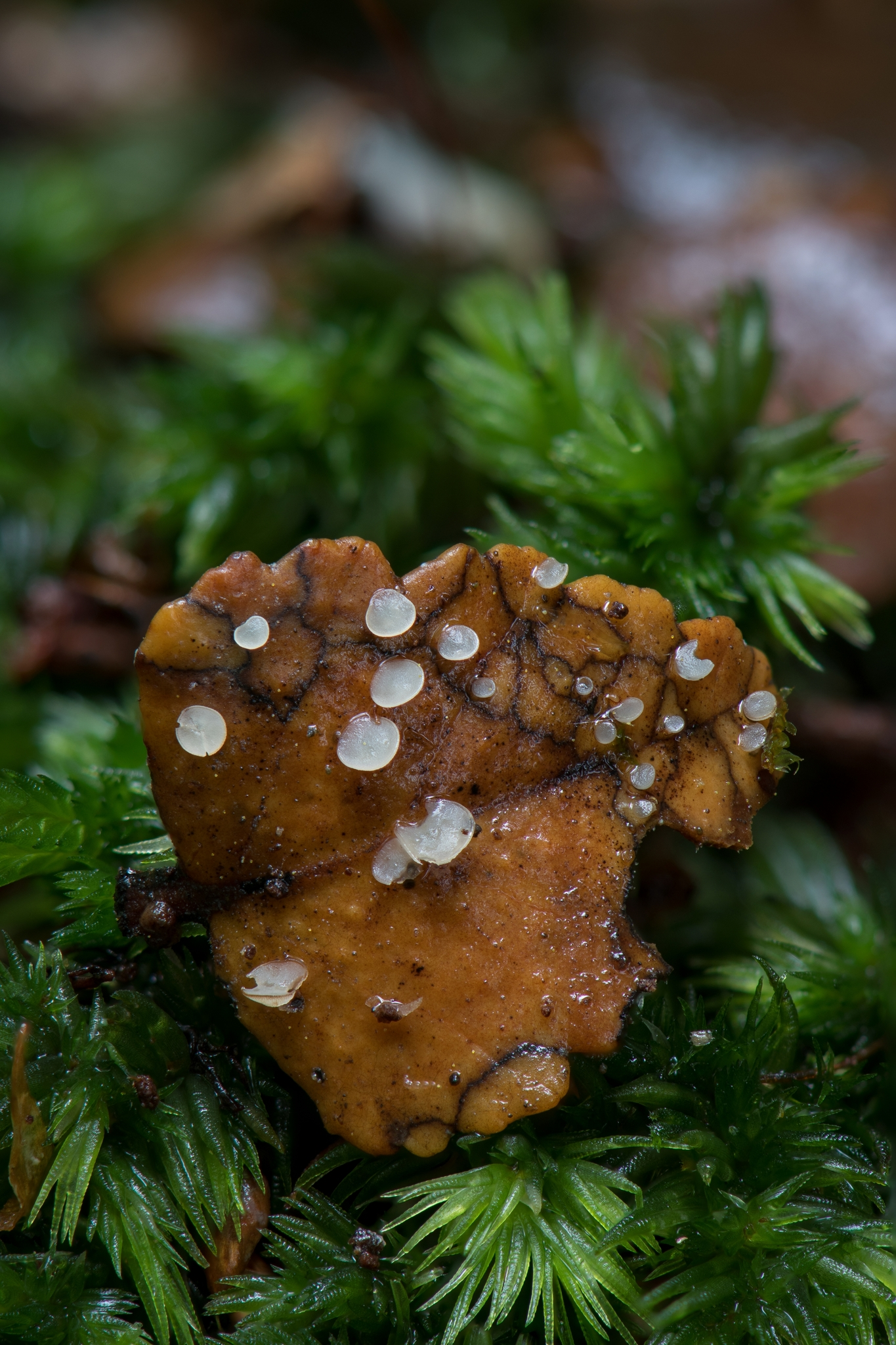
Hymenoscyphus berggrenii
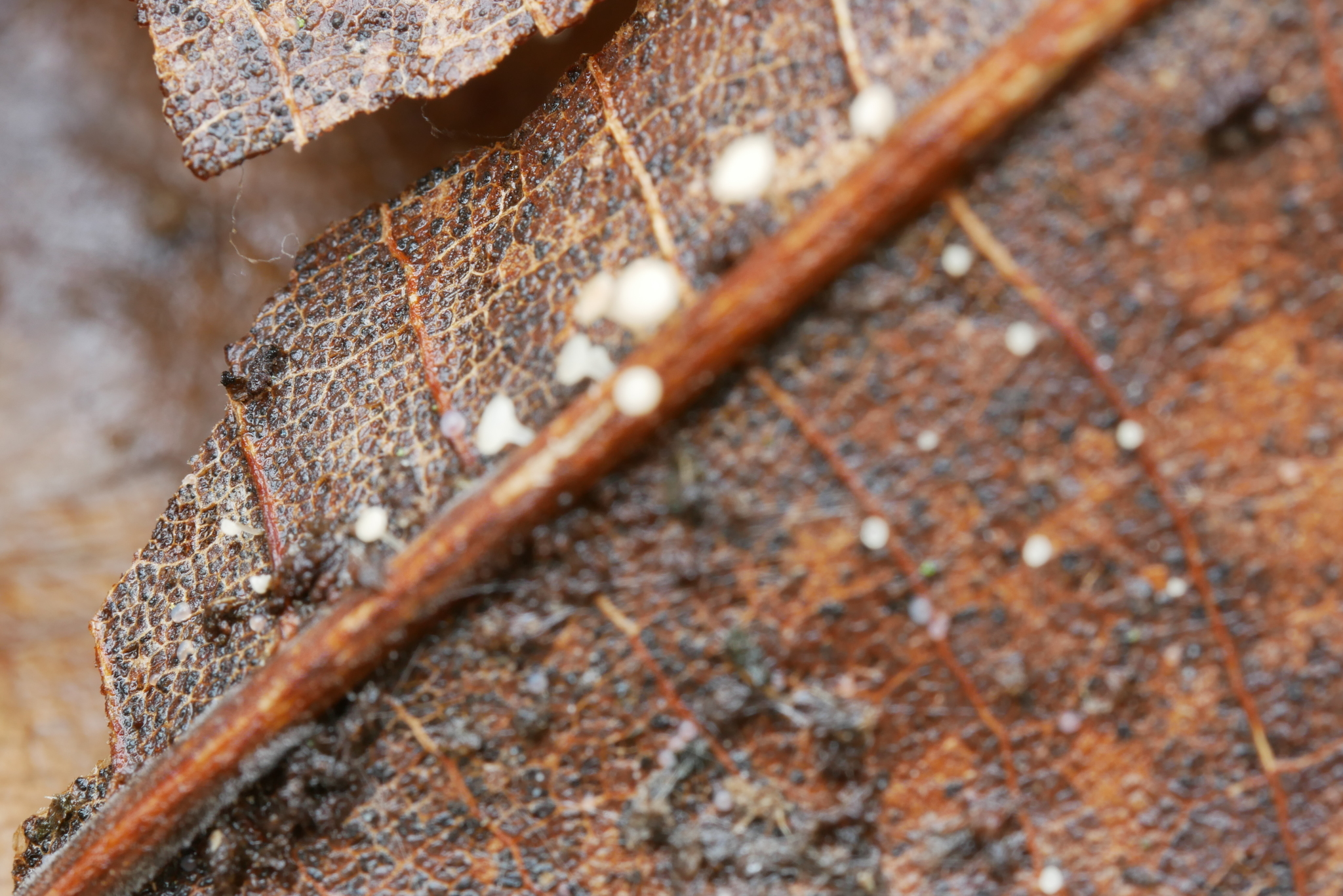
Hymenoscyphus caudatus
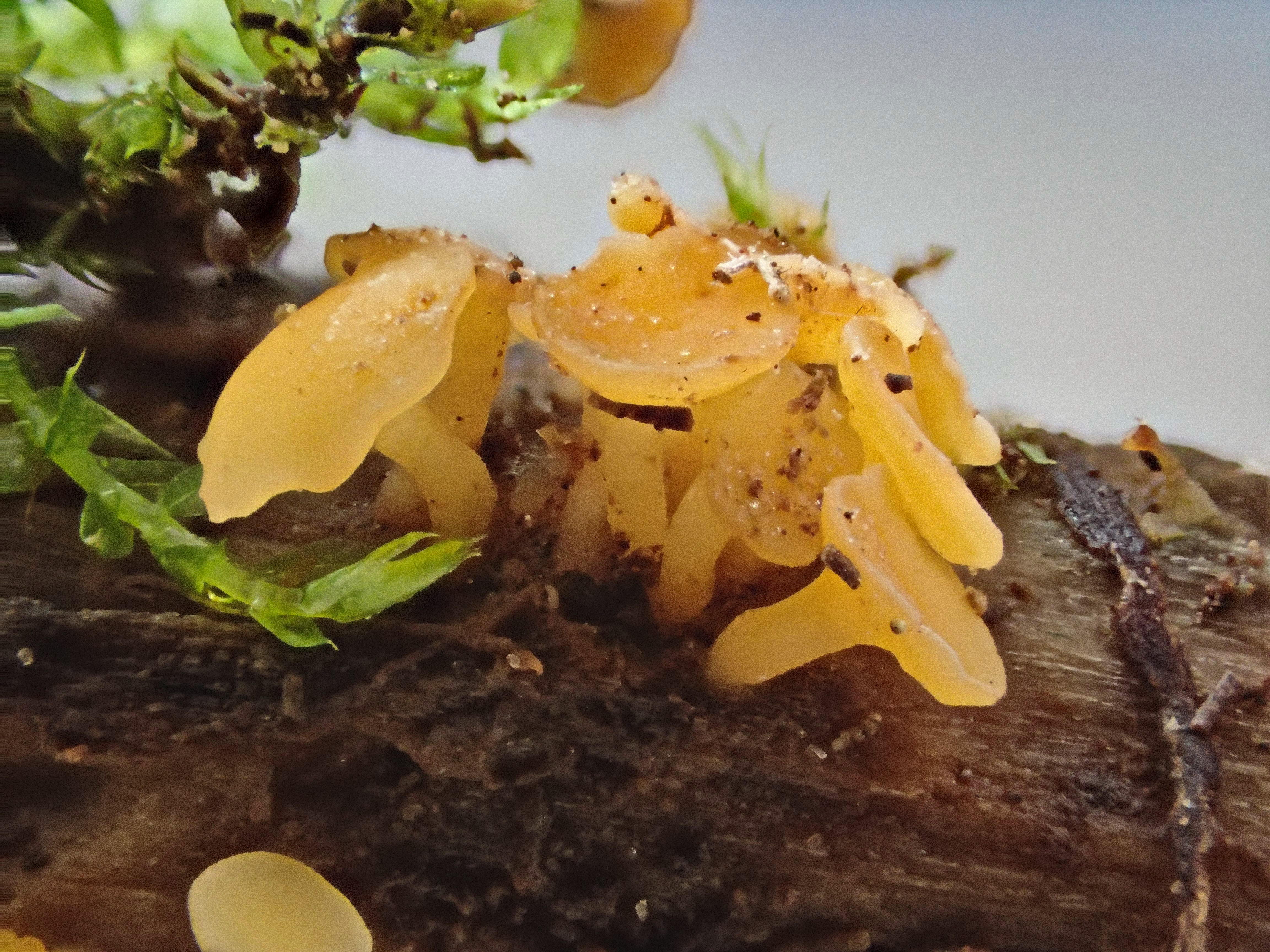
Hymenoscyphus calyculus
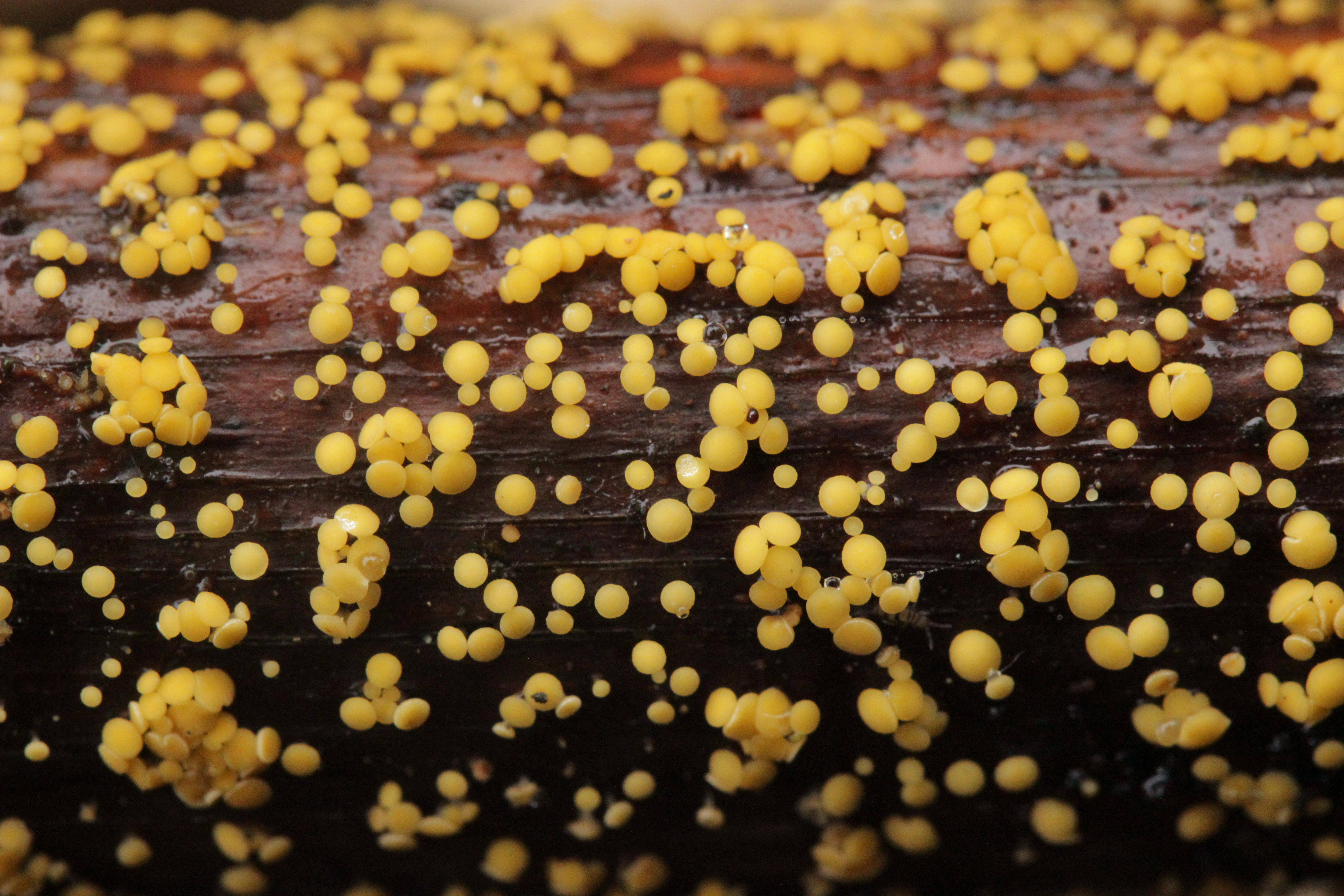
Hymenoscyphus dearnessii
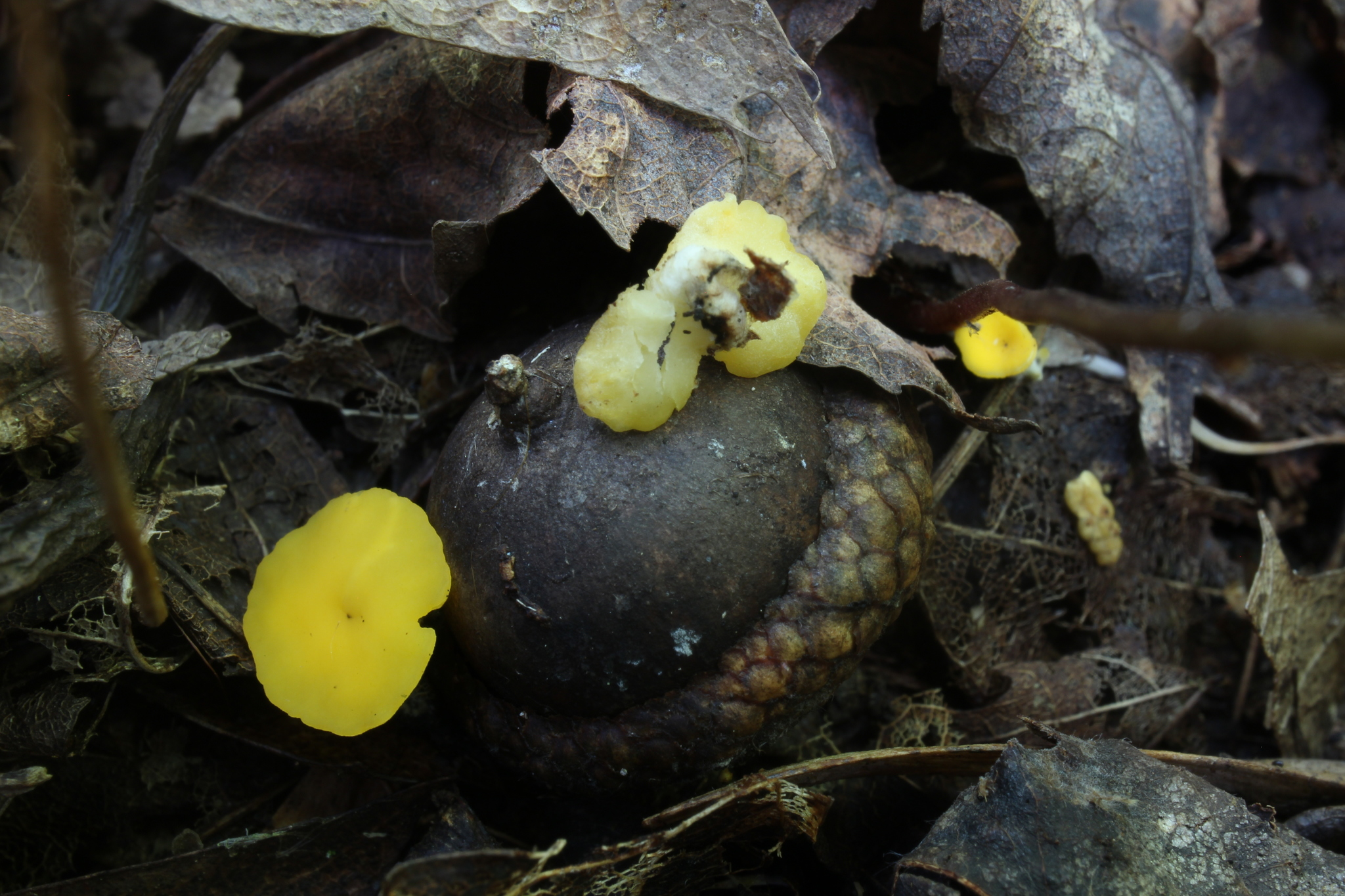
Hymenoscyphus epiphyllus
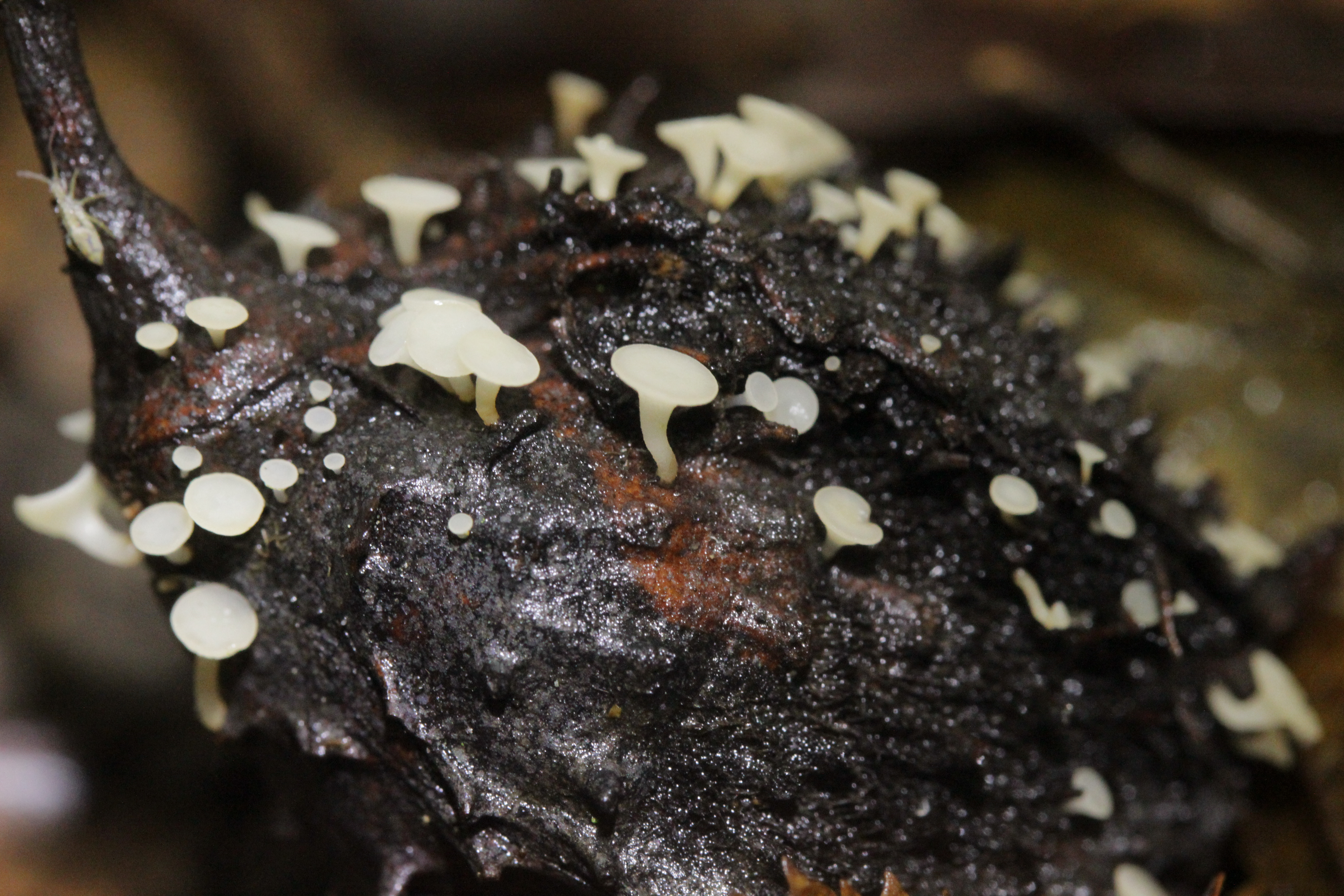
Hymenoscyphus fagineus
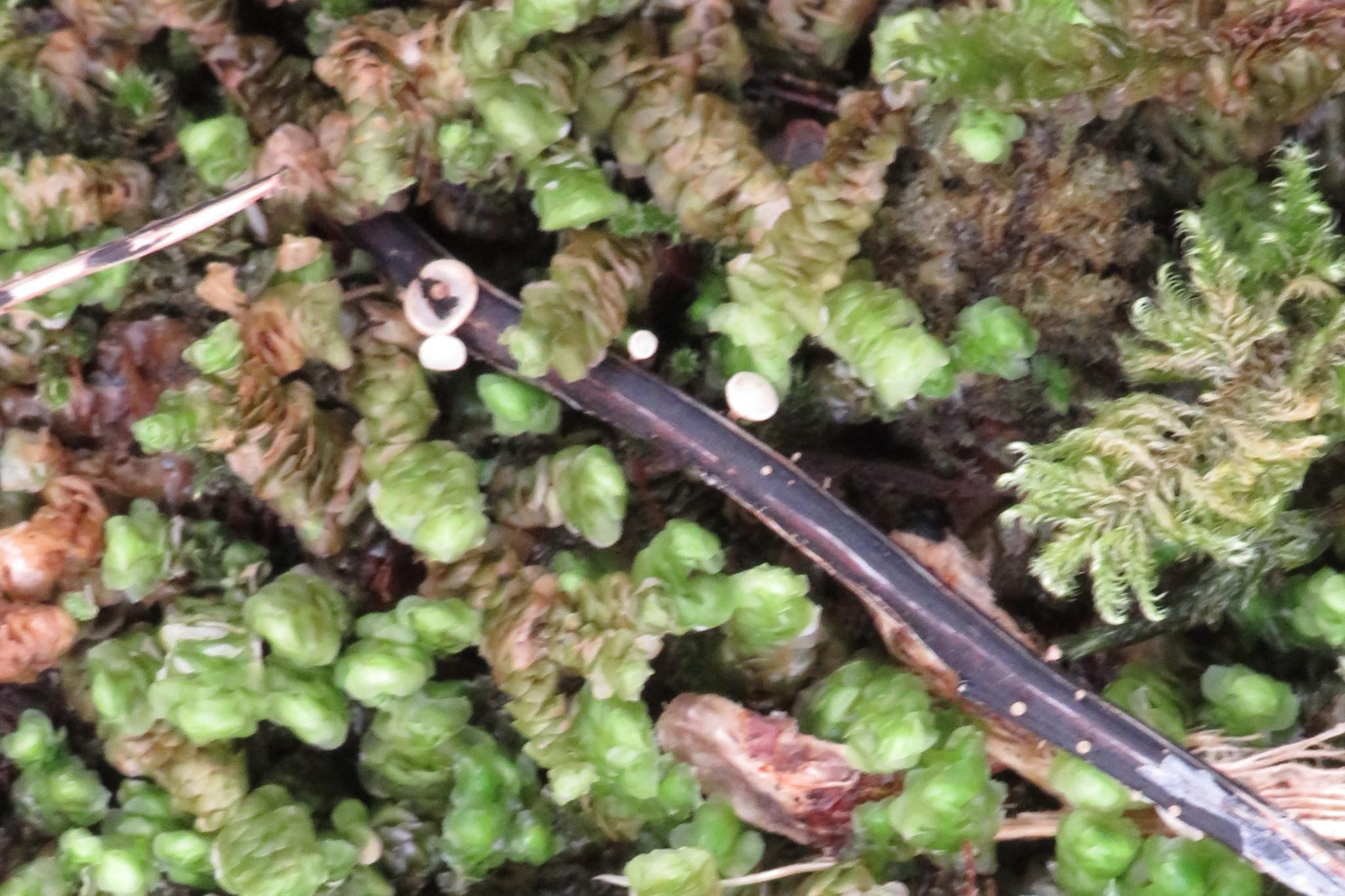
Hymenoscyphus fraxineus
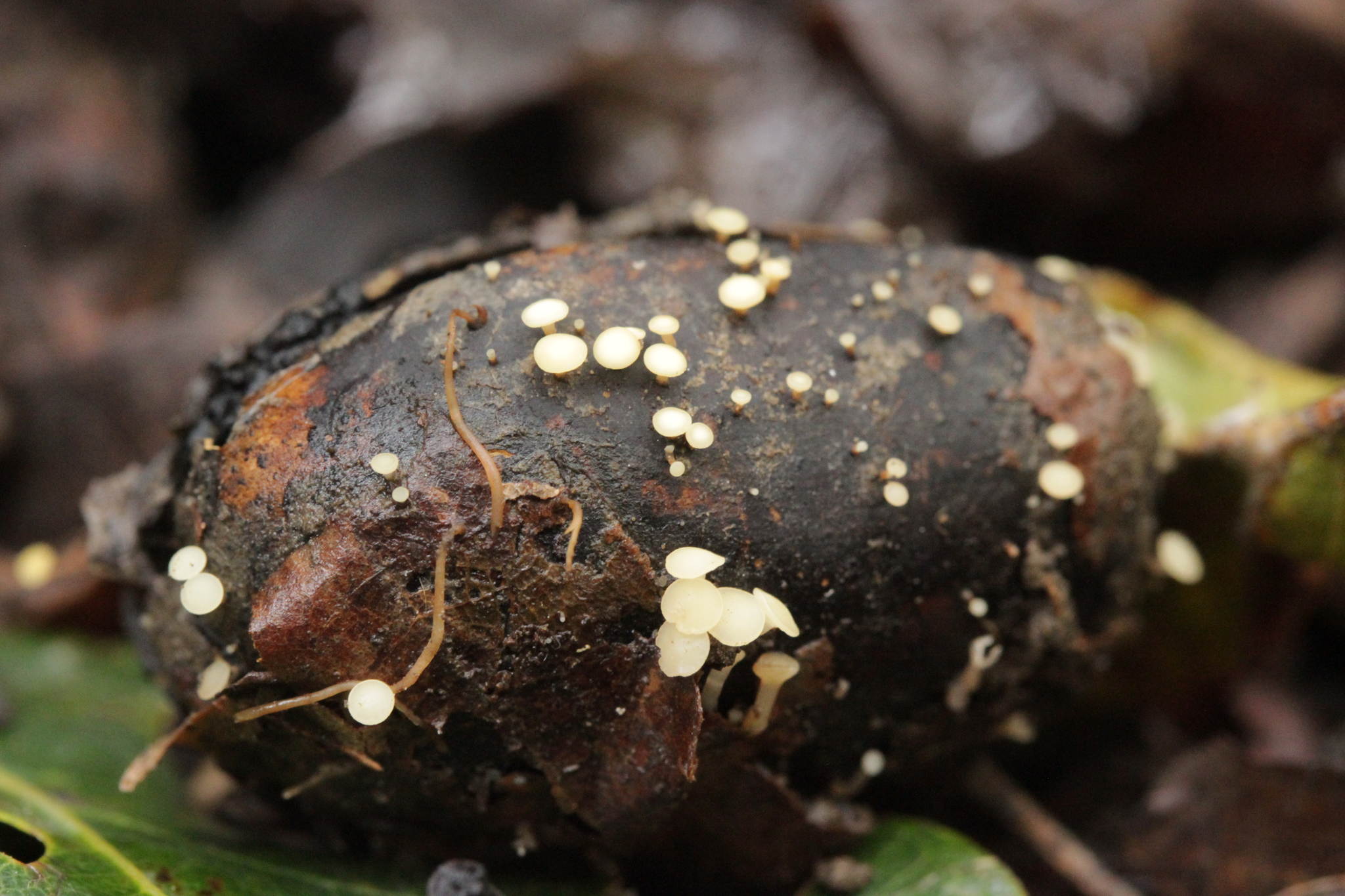
Hymenoscyphus fructigenus
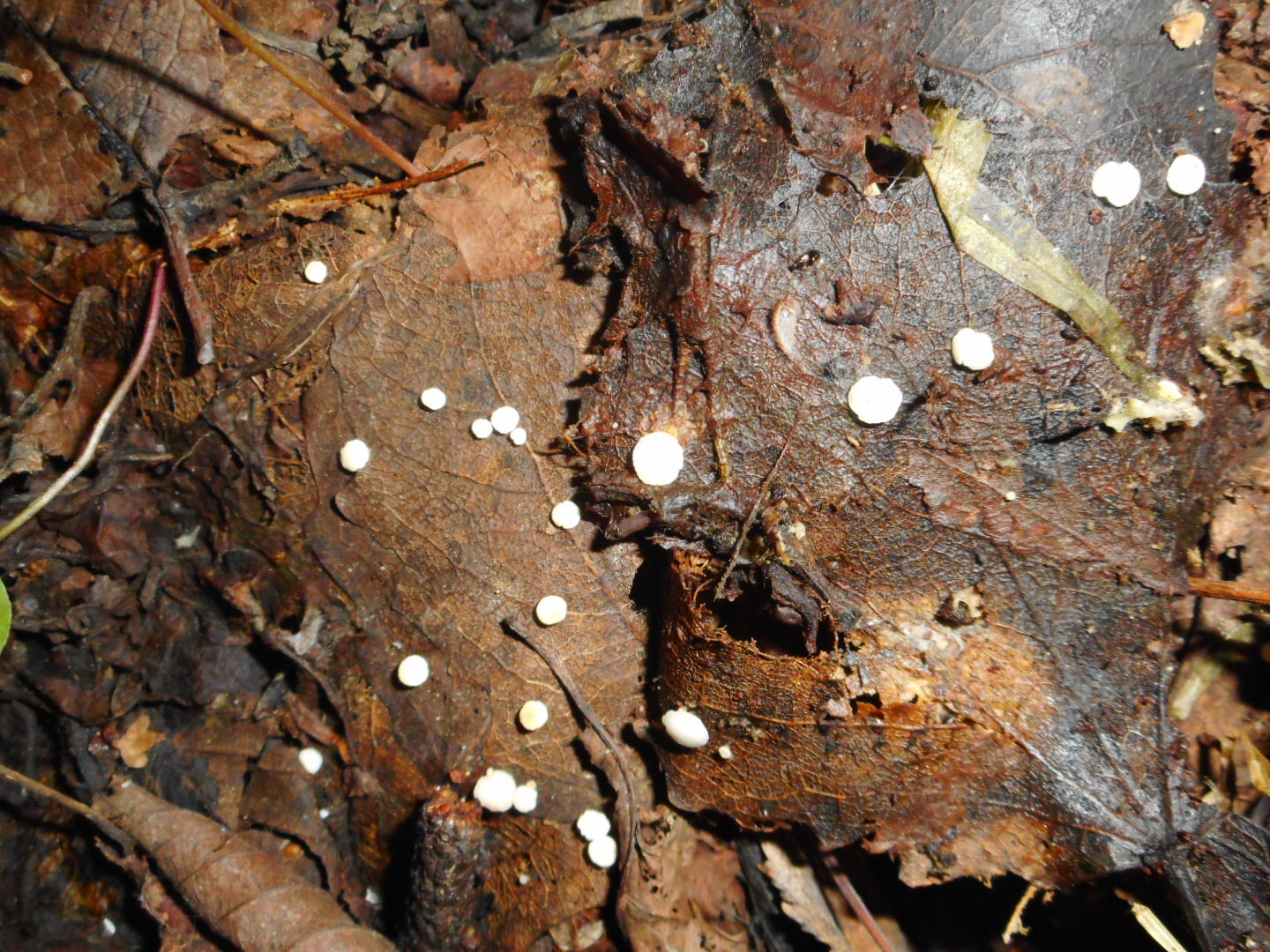
Hymenoscyphus immutabilis
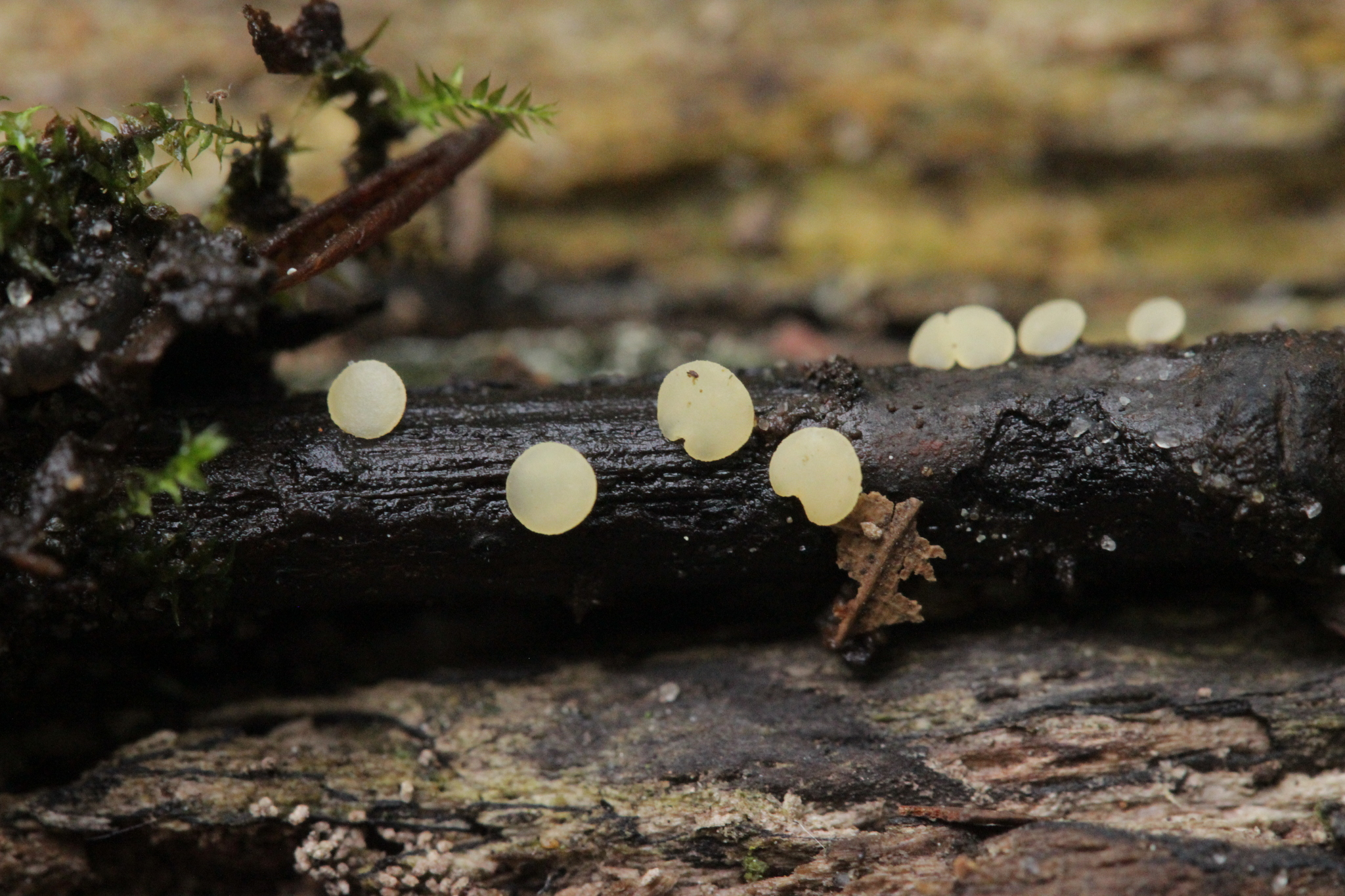
Hymenoscyphus kathiae
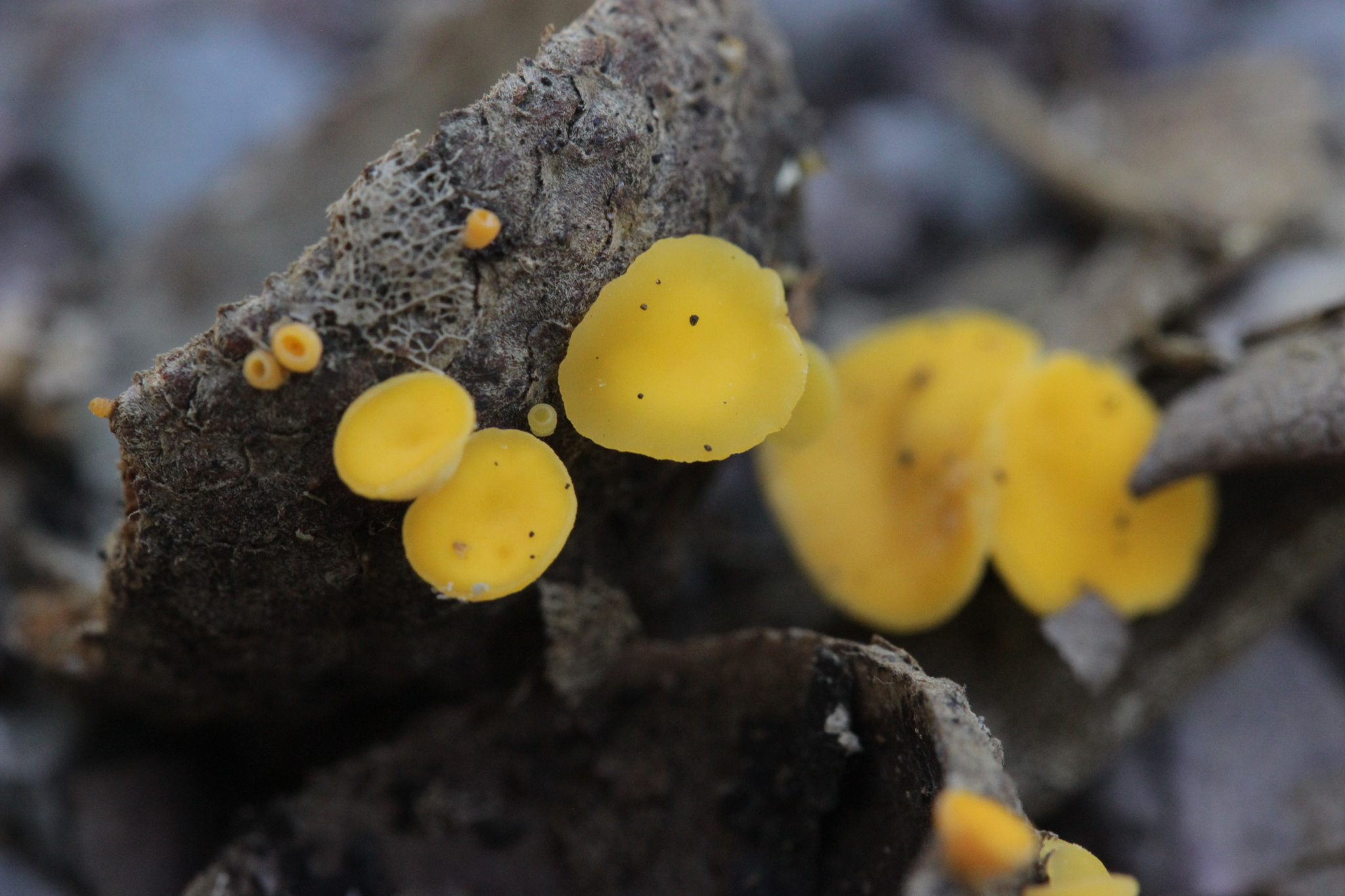
Hymenoscyphus monticola
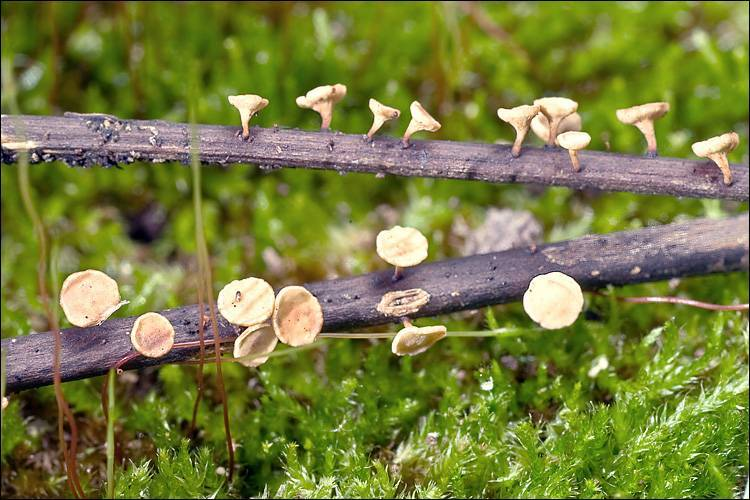
Hymenoscyphus pseudoalbidus
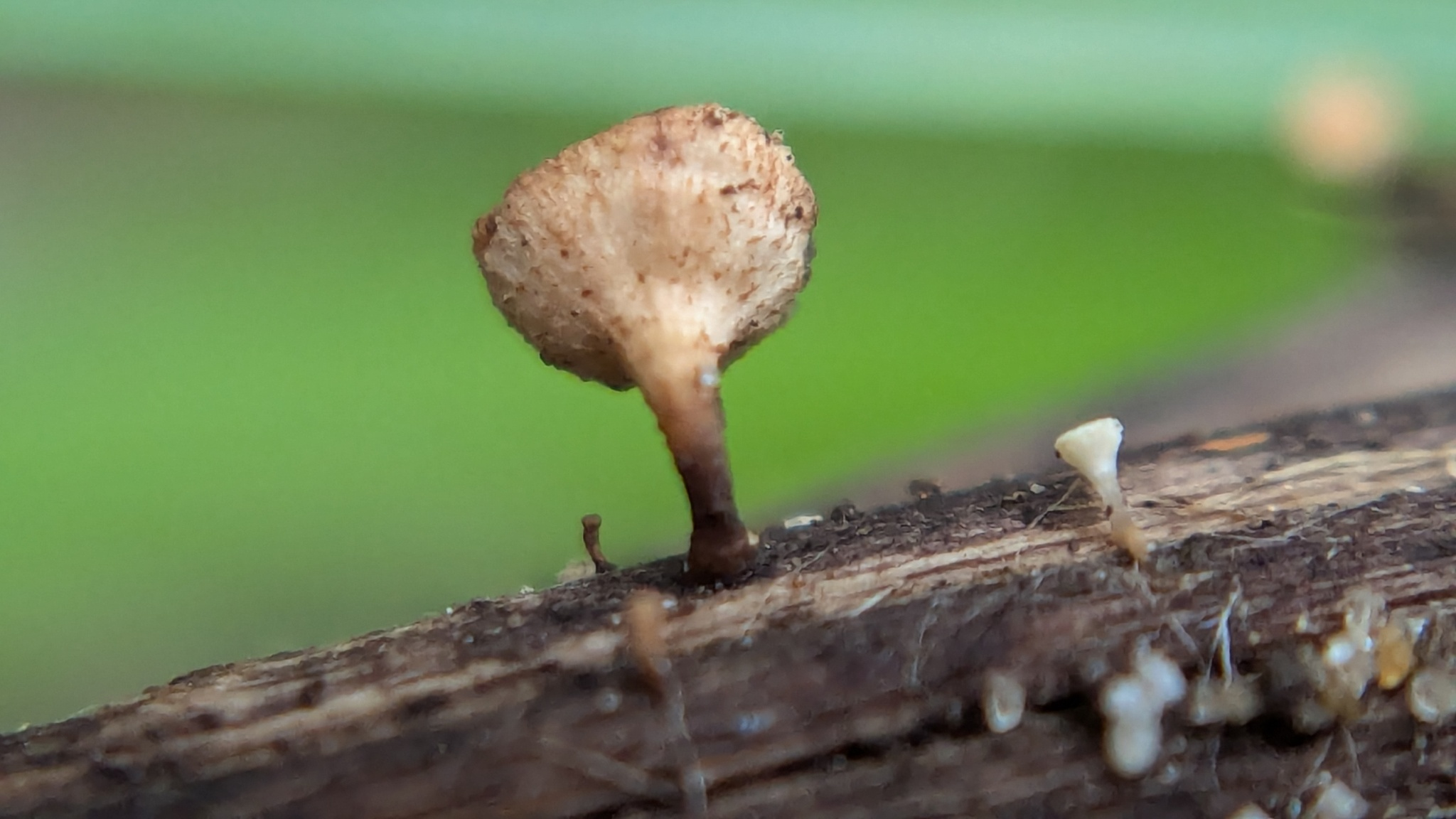
Hymenoscyphus scutula

## Geslacht
Het geslacht is zeer uitgebreid en bevat kleine schimmels die saprofytisch leven op dood hout, kruidenstengels, vruchten, etc. Andere geslacht zoals Bisporella lijken sterk op soorten uit dit geslacht, daarom is microscopisch onderzoek essentieel. Een belangrijk onderscheidend kenmerk is het excipulum, dat bij soorten uit het geslacht Hymenoscyphus bestaat uit evenwijdige hyfen die onder een scherpe hoek met het oppervlak staan.

## Soorten
Enkele soorten:
| Nederlandse naam              | Wetenschappelijke naam      | Substraat |
| ----------------------------- | --------------------------- | --- |
| Beukenbladvlieskelkje         | Hymenoscyphus phyllophilus  | loofbomen (beuk)                                                                                                |
| Beukennapvlieskelkje          | Hymenoscyphus fagineus      | beuk |
| Breedsporig bladvlieskelkje   | Hymenoscyphus sparsus       | loofbomen (o.a. paardekastanje, Fagus en eik)                                                                   |
| Doorschijnend bladvlieskelkje | Hymenoscyphus whitei        | eik |
| Duizendknoopvlieskelkje       | Hymenoscyphus fucatus       | kruidachtige planten                                                                                            |
| Eikeldopzwam                  | Hymenoscyphus fructigenus   | loofbomen (o.a. eik, beuk, hazelaar, haagbeuk, els)                                                             |
| Essenvlieskelkje              | Hymenoscyphus albidus       | es |
| Elzenzaadvlieskelkje          | Hymenoscyphus seminis-alni  | zwarte els |
| Geel houtvlieskelkje          | Hymenoscyphus calyculus     | els |
| Geel kruidenvlieskelkje       | Hymenoscyphus limonium      | kruidachtige planten (o.a. centaurie, kruiskruid, zuring)                                                       |
| Gewoon kruidenvlieskelkje     | Hymenoscyphus menthae       | kruidachtige planten (o.a. braam, japanse duizendknoop)                                                         |
| Gewoon vlieskelkje            | Hymenoscyphus caudatus      | loofbomen (o.a. braam, niervaren, adelaarsvaren)                                                                |
| Haakmoskommetje               | Hymenoscyphus phascoides    | op gewoon haakmos                                                                                               |
| Hakig kruidenvlieskelkje      | Hymenoscyphus macroguttatus | |
| Hopvlieskelkje                | Hymenoscyphus humuli        | hop |
| Kegelschubvlieskelkje         | Hymenoscyphus lutescens     | den |
| Kortsporig bladvlieskelkje    | Hymenoscyphus albopunctus   | loofbomen |
| Klein bladvlieskelkje         | Hymenoscyphus phyllogenus   | loofbomen (o.a. populier en eik)                                                                                |
| Laat vlieskelkje              | Hymenoscyphus serotinus     | beuk |
| Langsporig vlieskelkje        | Hymenoscyphus fastidiosus   | kruidachtige planten                                                                                            |
| Lila vlieskelkje              | Hymenoscyphus syringicolor  | beuk |
| Mosvlieskelkje                | Hymenoscyphus fulvus        | gewoon dikkopmos                                                                                                |
| Mosvoetvlieskelkje            | Hymenoscyphus bryophilus    | bladmos |
| Oranje bladvlieskelkje        | Hymenoscyphus epiphyllus    | eik en beuk |
| Populierenvlieskelkje         | Hymenoscyphus strangulatus  | populier, braam                                                                                                 |
| Rietvlieskelkje               | Hymenoscyphus robustior     | riet |
| Roze vlieskelkje              | Hymenoscyphus rhodoleucus   | kruidachtige planten (dode stengels van paardenstaart)                                                          |
| Ruitsporig vlieskelkje        | Hymenoscyphus immutabilis   | loofbomen (o.a. beuk, plataan, populier, eik, wilg)                                                             |
| Schijnknoopje                 | Hymenoscyphus pileatus      | grassen |
| Slank vlieskelkje             | Hymenoscyphus repandus      | kruidachtige planten (o.a. braam en harig wilgenroosje) en loofbomen                                            |
| Smelevlieskelkje              | Hymenoscyphus nitidulus     | bochtige Smele                                                                                                  |
| Spireavlieskelkje             | Hymenoscyphus vitellinus    | Japanse duizendknoop, gele ruit, braam, bladscheden van moerasspirea en es                                      |
| Vals essenvlieskelkje         | Hymenoscyphus fraxineus     | es |
| Veelwimperig vlieskelkje      | Hymenoscyphus scutuloides   | kruidachtige planten (o.a. moerasspirea, grote wederik, gewone braam, knopig helmkruid)                         |
| Verkleurend vlieskelkje       | Hymenoscyphus imberbis      | els |
| Vochtlievend vlieskelkje      | Hymenoscyphus kathiae       | els |
| Vroeg vlieskelkje             | Hymenoscyphus vernus        | els, braam, |
| Vrolijk vlieskelkje           | Hymenoscyphus laetus        | loofbomen (o.a. els, berk, es, eik)                                                                             |
| Wilgenhoutvlieskelkje         | Hymenoscyphus salicinus     | loofbomen (o.a. wilg, els, populier)                                                                            |
| Wilgentwijgvlieskelkje        | Hymenoscyphus salicellus    | wilg, els |
| Grootsporig vlieskelkje       | Hymenoscyphus suspectus     | grashalmen, o.a. van Riet (Phragmites), andere kruidachtige stengels, dan wel afgevallen bladeren van loofbomen |
| Wimpersporig vlieskelkje      | Hymenoscyphus scutula       | kruidachtige planten (o.a. brandnetel, munt)                                                                    |